# Hinuklidin
Hinuklidin je organsko jedinjenje i biciklični amin koji se koristi kao katalizator i hemijski gradivni blok. On je jaka baza sa pKa vrednošću konjugovane baze od 11.0. On može da bude pripremljen redukcijom hinuklidona.
Ovo jedinjenje je strukturno srodno sa DABCO-om kod koga je drugi premošteni atom takođe azot, i sa tropanom koji ima malo drugačiji ugljenični okvir.
Hinuklidin je strukturna komponenta niza biomolekula, kao što je hinin.

## Literatura
1. ↑  „22709 Quinuclidine purum, ≥97.0% (NT)”. Приступљено 17. 04. 2011.[мртва веза]
2. ↑   уреди
3. ↑  Evan E. Bolton; Yanli Wang; Paul A. Thiessen; Stephen H. Bryant (2008). „Chapter 12 PubChem: Integrated Platform of Small Molecules and Biological Activities”. Annual Reports in Computational Chemistry. 4: 217—241. doi:10.1016/S1574-1400(08)00012-1.
4. ↑  Hext, N. M.; Hansen, J.; Blake, A. J.; Hibbs, D. E.; Hursthouse, M. B.; Shishkin, O. V.; Mascal, M. (1998). „Azatriquinanes: Synthesis, Structure, and Reactivity”. J. Org. Chem. 63 (17): 6016—6020. PMID 11672206. doi:10.1021/jo980788s.